# Viola cornuta
El pensamiento   (Viola cornuta) es una especie de plantas de la familia de las violáceas.

## Descripción
Planta perenne Hojas ovaladas, agudas, de dientes obtusos, pecioladas, vellosas por detrás; estípulas oval-trinagulares, profundamente divididas. Flores de 20-40 mm, olorosas, con pétalos estrechos violetas o lilas; espolón largo y puntiagudo, de 19 a 15 mm.

## Hábitat
Pastos, herbazales y roquedos, en suelos frescos y nitrogenados.

## Distribución
Es un endemismo de los Pirineos y de la cordillera Cantábrica en España. Está incluida en la lista roja de especies en peligro de Andorra según los criterios  de la IUCN D; B2ab(iii).